# Улица Серафимы Дерябиной
У́лица Серафи́мы Деря́биной — магистральная улица общегородского значения в жилом районе «Юго-Западный» Верх-Исетского административного района Екатеринбурга. Своё современное название улица получила в честь Серафимы Ивановны Дерябиной (1888—1920) — члена ВЦИК, находившейся на подпольной работе в тылу Колчака в период Гражданской войны.

## Расположение и благоустройство
Улица проходит с северо-востока на юго-запад параллельно улице Белореченская. Начинается от улицы Репина и заканчивается у улицы Начдива Онуфриева возле автомобильного кольца-развязки с Объездной автодорогой (после которого далее к югу переходит в улицу Вильгельма де Геннина). Пересечений с другими улицами нет. Слева на улицу выходят Встречный переулок, улицы Шаумяна, Волгоградская, Академика Бардина, справа улица Начдива Васильева, Тульский переулок, Зоологическая улица.
Протяжённость улицы составляет около 2800 метров. Ширина проезжей части — около 25 м (по три полосы в каждую сторону движения с разделительной полосой). На протяжении улицы имеется два светофора (на пересечении с улицами Шаумяна и Академика Бардина) и один регулируемый пешеходный переход (около остановки общественного транспорта «Горбольница № 6»). Улица оборудована тротуарами и уличным освещением. Нумерация домов начинается от Встречного переулка.

## Здания и сооружения
Застройка улицы — смешанного типа. Жилая застройка представлена многоэтажными панельными 5—9—12-этажными домами 1967—1973 и 1987—1993 годов постройки, а также отдельными домами постройки 1990-х и 2000-х годов. Административная — зданиями административно-промышленных учреждений и медицинским комплексом из Центральной городской больницы № 6 и Областной детской клинической больницы № 1.

## Транспорт
Автомобильное движение на всей протяжённости улицы двустороннее.

### Наземный общественный транспорт
Улица является важной городской транспортной магистралью, связывающий жилой район «Юго-Западный» с соседними районами «Визовский» и «Академический». По улице осуществляется движение автобусов и маршрутных такси. Остановки общественного транспорта: «Черкасская», «Серафимы Дерябиной», «Микрохирургия глаза» и «Горбольница № 6».
По состоянию на октябрь 2022 год на улице активно строится трамвайная линия в Академический район.

### Ближайшие станции метро
Действующих станций метро поблизости нет. В отдалённой перспективе в 1,2 км к востоку от пересечения с улицей Академика Бардина планируется строительство станции 3-й линии Екатеринбургского метрополитена  «Волгоградская».